# Dexter Faulk
Dexter Faulk, född den 14 april 1984 i Georgia, är en amerikansk friidrottare som tävlar i häcklöpning.
Faulks genombrott kom under 2009 då han vid Golden League-tävlingen ISTAF i Berlin vann 110 meter häck på det nya personliga rekordet 13,18.
Han deltog inte vid VM 2009 men däremot vid IAAF World Athletics Final 2009 där han slutade på andra plats bakom Ryan Brathwaite på tiden 13,26.

## Personliga rekord
- 110 meter häck - 13,13 från 2009